# Dvou-dvouštěrbinový experiment
Dvou-dvouštěrbinový experiment[zdroj⁠?!] nebo též dvoufotonový dvouštěrbinový experiment je kvantově-mechanický experiment, na němž lze demonstrovat vlastnosti kvantového provázání. Kvantové provázání je čistě kvantová vlastnost fyzikálních systémů, kdy nelze chování systému jako celku vysvětlit pomocí chování jeho jednotlivých částí. Tato vlastnost vede k mnoha důsledkům, které se zdají z pohledu klasické fyziky neintuitivní či rovnou nemožné. Didakticky příjemnou vlastností dvou-dvouštěrbinového experimentu je to, že názorně osvětluje podstatu kvantového provázání, aniž by bylo třeba znalostí dalších pojmů kvantové mechaniky, jako např. spinu či polarizace fotonů.
V případě jediné dvouštěrbiny prochází světlo dvouštěrbinou a vytvoří za ní na stínítku interferenční obrazec. Pokud se místo světelného paprsku pošle skrz dvouštěrbinu série jednotlivých fotonů, vzniká interferenční obrazec následovně. Každý foton vytvoří po dopadnutí na stínítko tečku v místě dopadu. Po nashromáždění velkého množství fotonů se tečky shlukují v místech odpovídajících interferenčním maximům a naopak v oblastech interferenčních minim se žádné tečky nevyskytují. Naivně by se tak zdálo, že pokud máme dvouštěrbiny dvě a do každé pošleme velké množství fotonů, obdržíme analogicky dva totožné interferenční obrazce. To však není obecně pravda. Pokud pošleme do těchto dvou dvouštěrbin dvojice fotonů, které jsou kvantově provázány, nebude ani na jednom stínítku žádný interferenční obrazec. Tvar skutečných výsledných obrazců závisí na konkrétním kvantovém stavu dvojic fotonů. Pro podrobnosti viz níže.

## Historie a kontext
Dvě úzké štěrbiny byly poprvé ve fyzice využity pro studium světla na počátku 19. století, kdy Thomas Young ve svém slavném experimentu pozoroval interferenci světelného paprsku. Interference se projevuje vznikem interferenčního obrazce na stínítku umístěném za dvojicí štěrbin, neboli dvouštěrbinou, skrz které světelný paprsek prochází. Youngova pozorování tak potvrdila vlnovou podstatu světla, tehdy popisovanou ještě v rámci klasické fyziky. Komplikace přinesla do celé věci o sto let později kvantová mechanika, podle níž se světlo může chovat nejen jako vlnění, ale i jako částice. Pokud namísto paprsku světla posíláme skrz dvouštěrbinu jednotlivé fotony, obdržíme také interferenční obrazec. Způsob, jakým je tento obrazec vytvořen, je ale velmi odlišný od klasického Youngova případu. Jsou to totiž jednotlivé fotony, které musejí "samy se sebou" interferovat. Tímto způsobem lze demonstrovat, že se fotony prolétávající dvouštěrbinou nacházejí v kvantové superpozici dvou možností — první možností je prolétnutí první štěrbinou a druhou možností je prolétnutí druhou štěrbinou. Kvantová superpozice je jevem typickým pro systémy v kvantové fyzice.
Jiným typicky kvantovým jevem je kvantové provázání. Tento jev se vztahuje ke společnému chování většího počtu částic — v nejjednodušším případě částic dvou. Pokud máme dva kvantově provázané fotony, z nichž každý zvlášť prolétá svou dvouštěrbinou, obdržíme dvou-dvouštěrbinový experiment. Studium kvantového provázání pomocí experimentů podobných dvou-dvouštěrbině navrhli D. Greenberger, M. Horne a A. Zeilinger v roce 1989. Titíž autoři pak rozvedli své myšlenky v populárně vědeckém článku z roku 1993, kde je již výslovně uveden dvou-dvouštěrbinový experiment v podobě myšlenkového experimentu. Zatímco dvouštěrbinový experiment si tedy klade za cíl demonstrovat interferenci světla, účelem dvou-dvouštěrbinového experimentu je studium společného neklasického chování dvojic fotonů. V kontextu dvouštěrbinových experimentů lze dvou-dvouštěrbinový experiment zařadit takto:
- dvouštěrbinový experiment:
  - klasický — účelem je ukázat, že světlo vykazuje interferenci,
  - kvantový — účelem je demonstrace kvantové superpozice pro jednotlivé fotony,
- dvou-dvouštěrbinový experiment
  - kvantový — účelem je demonstrovat kvantové provázání dvojic fotonů.

K první experimentální realizaci dvou-dvouštěrbinového experimentu došlo v roce 1998 a v roce 2020 byla publikována detailní experimentální a teoretická analýza tohoto experimentu.

## Princip experimentu

### Jedna dvouštěrbina
Před popisem samotného dvou-dvouštěrbinového experimentu v krátkosti připomeneme kvantový experiment s jedinou dvouštěrbinou. Schéma tohoto experimentu je zobrazeno níže. Zdroj nalevo vysílá jednotlivé fotony do pravé části experimentu. Ty následně procházejí dvouštěrbinou a dopadnou na stínítko. Pokud necháme dvouštěrbinou prolétnout dostatečně velké množství fotonů, vytvoří se na stínítku interferenční obrazec, který je složený z mnoha teček — každá tečka odpovídá jednomu dopadnuvšímu fotonu. Pro názornost je na obrázku níže vyobrazena osa experimentu jako vodorovná čára procházející mezi oběma štěrbinami a dále středem stínítka. Intenzita interferenčního obrazce v jednom konkrétním místě na stínítku je úměrná kosinu vzdálenosti y daného místa od osy experimentu. V sekci "Analýza pro jednu dvouštěrbinu" je spočtena tato závislost intenzity na pozici přesně.

### Dvě dvouštěrbiny
Přejděme nyní ke schématu dvou-dvouštěrbinového experimentu, tak jak je vyobrazeno na obrázku níže. Uprostřed se nachází zdroj fotonových párů a po obou stranách jsou nainstalovány dvouštěrbiny se stínítky. Zdroj vysílá fotony vždy ve dvojicích. To je podstatný rozdíl oproti předchozímu případu. Na první pohled by se mohlo zdát, že tento experiment není nic jiného než dva experimenty z předchozí kapitoly spojené dohromady. To není obecně pravda. Velkou roli nyní totiž hraje kvantový stav dvojice fotonů, které chápeme jako jeden celek a ne jako dva samostatné fotony. Stav těchto dvou fotonů totiž nemusí jít rozdělit do stavu fotonu prvního a stavu fotonu druhého. V takovém případě hovoříme o fotonech, které jsou kvantově provázány. Naopak, pokud konkrétní kvantový stav fotonů lze rozdělit na dvě samostatné části, není dvou-dvouštěrbinový experiment skutečně nic jiného než dva samostatné dvouštěrbinové experimenty.
Zaměřme se po zbytek výkladu jen na provázané fotony. Tehdy závisí chování prvního fotonu na fotonu druhém a naopak. Tato závislost se v našem konkrétním případě projevuje tak, že druhý foton vylétává vždy v opačném směru než foton první. Vzájemný vztah mezi směry fotonů je následkem zákona zachování hybnosti. Směr, ve kterém může první foton vylétnout ze zdroje, je navíc náhodný. Ze všech možných směrů prvního fotonu nás pak budou zajímat jen dva. Protože chceme studovat obrazec, který se vytvoří na stínítku za dvouštěrbinou, zajímají nás jen ty případy, kdy tento foton proletí štěrbinou. Tomu odpovídají dva konkrétní směry, jak je vyznačeno na obrázku níže. Pokud první foton vylétne štěrbinou A1, vylétne foton druhý štěrbinou B2. Výletne-li foton první štěrbinou A2, vylétne jeho souputník štěrbinou B1. Tento vzájemný vztah mezi směry letících fotonů vede k tomu, že se na stínítcích žádné interferenční obrazce nevytvoří a dostaneme místo toho situaci na následujícím obrázku.
Jednolité osvětlené plochy bez viditelných interferenčních obrazců, které se na stínítcích vytvoří, jsou projevem kvantového provázání. Dvojice fotonů jsou kvantově provázané ve své hybnosti — chcete-li, ve svém směru. Tvar výsledných obrazců je studován v kapitole "Analýza pro dvě dvouštěrbiny" níže.
Ačkoli jsou na obrázku výše vykresleny dva světlé body vylétávající ze zdroje, jež mají představovat dvojici fotonů, je velmi důležité si uvědomit, že ve skutečnosti jsou fotony až do okamžiku dopadnutí na stínítka delokalizované a nacházejí se v kvantové superpozici všech možných směrů. Obrázek výše je z tohoto pohledu tedy zavádějící. Stejná poznámka platí pak i pro obrázky v následujících kapitolách.

### Detektor místo stínítka
Pro pochopení, jak se fotony ve dvou-dvouštěrbinovém experimentu chovají, rozdělme si levé stínítko na krátké úseky a studujme každý úsek zvlášť. Jeden úsek lze chápat jako detektor umístěný v jisté vzdálenosti od osy experimentu. Dostáváme tak experimentální schéma na následujícím obrázku, kde je místo levého stínítka detektor. Berme dále v potaz jen ty páry fotonů produkované zdrojem, kdy první foton dopadne na detektor. Ačkoli tento foton dopadne přesně na zmíněný detektor, nevíme kterou štěrbinou předtím prošel. Nevíme proto ani to, kterou štěrbinou prošel foton druhý. Následkem toho vykazuje jeho chování interferenci. Na obrázku níže je vykreslen odpovídající interferenční obrazec, který obdržíme, nashromáždíme-li dostatek kliků detektoru a s tím spojených teček na pravém stínítku.
Uvažujme nyní analogickou situaci, kde detektor posuneme blíže k ose. I nyní obdržíme pro druhý foton interferenční obrazec. Ten je však vůči tomu prvnímu posunutý — můžeme si povšimnout, že v místě průniku stínítka a osy je na předešlém obrázku interferenční minimum, zatímco na následujícím obrázku je na stejném místě interferenční maximum.
Vraťme se nyní k původnímu experimentu se dvěma dvouštěrbinami a dvěma stínítky. Stínítko na každé straně můžeme chápat jako velké množství detektorů, které jsou nasázeny těsně vedle sebe. Místo toho, abychom pak měřili kolik stop po sobě fotony na stínítku zanechaly, zaznamenáváme, kolik kliků ten který detektor zaregistroval. Pokud nyní přestaneme sledovat jeden konkrétní detektor, ale sledujeme všechny naráz jako v případě normálního stínítka, jaký interferenční obrazec obdržíme pro druhý foton? Žádný. Výsledný obrazec bude jen jedna velká osvětlená plocha. Vysvětlit můžeme tento výsledek tak, že ona plocha vznikne sečtením všech interferenčních obrazců odpovídajících jednotlivým detektorům z obrázku výše.

### Shrnutí
Shrňme si naše pozorování pro původní experiment. Zdroj fotonů vydává páry fotonů, které dopadají na obě stínítka. Po dostatečně dlouhém čase experiment ukončíme a prohlédneme si stínítka. Ani na jednom stínítku nenajdeme interferenční obrazec, ale pouze osvětlenou plochu. Kdybychom ovšem věděli, která stopa na levém stínítku odpovídá které stopě na stínítku pravém, zjistili bychom zajímavé vlastnosti. Pokud bychom vzali jen ty páry fotonů, kde foton první skončil vždy na jednom a tomtéž konkrétním místě levého stínítka, viděli bychom, že se na pravém stínítku vytvořil interferenční obrazec. Tyto dva jevy — osvětlené plochy na obou stínítkách na straně jedné a interferenční obrazce pro pečlivě vybrané fotony na straně druhé — jsou projevem kvantového provázání. Kvantové provázání je přítomno už ve chvíli, kdy oba fotony vylétávají ze zdroje uprostřed. Dvouštěrbiny a stínítka jsme použili jen proto, abychom toto provázání mohli detekovat. Vraťme se tedy na začátek, kdy jsme hovořili o zdroji fotonů. Je to právě onen zákon zachování hybnosti a současně náhodný směr prvního fotonu, které vedou k provázání. Zatímco o směru jednoho fotonu nevíme nic, protože je náhodný, víme zcela určitě, že směr fotonu druhého je přesně opačný ke směru fotonu prvního. Ačkoli tak nevíme nic o směru jednotlivých fotonů, víme vše o jejich vzájemném vztahu. Srovnej diskuzi v oddíle "Stav systému vs. stavy podsystémů" v článku kvantové provázání.

## Analýza experimentu

### Analýza pro jednu dvouštěrbinu
V této sekci si odvodíme tvar interferenčního obrazce, kdy jednotlivé fotony procházejí jedinou dvouštěrbinou, viz obrázek v sekci "Jedna dvouštěrbina". Obě štěrbiny lze chápat jako zdroje vlnění, kde z každého zdroje vychází kulovitá vlna. Amplituda takové vlny ve vzdálenosti {\displaystyle \scriptstyle R_{1}} od zdroje je úměrná výrazu
{\displaystyle u\propto {\frac {1}{R_{1}}}e^{ikR_{1}},}
kde {\displaystyle \scriptstyle k} je vlnové číslo uvažovaného vlnění a kde symbol {\displaystyle \scriptstyle \propto } značí přímou úměrnost. Protože chceme zkoumat změny interferenčního obrazce a ne jeho celkovou intenzitu, nezajímá nás konstanta úměrnosti a místo rovnosti se spokojíme pouze se symbolem {\displaystyle \scriptstyle \propto }. Na stínítku za štěrbinou pozorujeme intenzitu vln, které vzniknou součtem dvou vln z jednotlivých štěrbin. Amplituda vlnění v jednom konkrétním bodě na stínítku, který se nachází ve vzdálenosti {\displaystyle \scriptstyle y} od osy experimentu, je úměrná výrazu
{\displaystyle u\propto {\frac {1}{R_{1}}}e^{ikR_{1}}+{\frac {1}{R_{2}}}e^{ikR_{2}},}
kde {\displaystyle \scriptstyle R_{1}} je vzdálenost bodu od první štěrbiny a {\displaystyle \scriptstyle R_{2}} je vzdálenost bodu od druhé štěrbiny. Pomocí jednoduché geometrie a Taylorova rozvoje lze spočíst, že pro tyto vzdálenosti platí
{\displaystyle R_{1}={\sqrt {L^{2}+\left(y-{\frac {d}{2}}\right)^{2}}}\approx L+{\frac {1}{2L}}\left(y-{\frac {d}{2}}\right)^{2},}
{\displaystyle R_{2}={\sqrt {L^{2}+\left(y+{\frac {d}{2}}\right)^{2}}}\approx L+{\frac {1}{2L}}\left(y+{\frac {d}{2}}\right)^{2},}
kde {\displaystyle \scriptstyle L} je vzdálenost stínítka od dvouštěrbiny a {\displaystyle \scriptstyle d} je rozpětí mezi štěrbinami, viz opět obrázek v sekci "Jedna dvouštěrbina". Po dosazení těchto výrazů do vzorce pro amplitudu vlnění uvedeného výše dostáváme
{\displaystyle {\begin{aligned}u\propto &\ {\frac {1}{R_{1}}}e^{ikR_{1}}+{\frac {1}{R_{2}}}e^{ikR_{2}}\\\approx &\ {\frac {e^{ikL}}{L}}\left({\frac {e^{i{\frac {k}{2L}}\left(y-{\frac {d}{2}}\right)^{2}}}{1+{\frac {1}{2L^{2}}}\left(y-{\frac {d}{2}}\right)^{2}}}+{\frac {e^{i{\frac {k}{2L}}\left(y+{\frac {d}{2}}\right)^{2}}}{1+{\frac {1}{2L^{2}}}\left(y+{\frac {d}{2}}\right)^{2}}}\right)\\\approx &\ {\frac {e^{ikL+i{\frac {k}{2L}}\left(y^{2}+{\frac {d^{2}}{4}}\right)}}{L}}\left(e^{-i{\frac {k}{2L}}d\,y}+e^{i{\frac {k}{2L}}d\,y}\right)\\=&\ {\frac {2e^{ikL+i{\frac {k}{2L}}\left(y^{2}+{\frac {d^{2}}{4}}\right)}}{L}}\cos \left({\frac {k}{L}}{\frac {d}{2}}\,y\right),\end{aligned}}}
kde jsme při přechodu od druhého ke třetímu řádku využili faktu, že vzdálenost {\displaystyle \scriptstyle L} je mnohem větší než rozpětí {\displaystyle \scriptstyle d} i vzdálenost {\displaystyle \scriptstyle y} a členy {\displaystyle \scriptstyle {\frac {1}{2L^{2}}}\left(y\pm {\frac {d}{2}}\right)^{2}} jsou tak v obou jmenovatelích velmi malé. Můžeme je tedy zanedbat, čímž zbude ve jmenovatelích pouze jednička. Při přechodu z třetího na čtvrtý řádek jsme pak použili definice kosinu pomocí komplexních exponenciel.
Intenzita vlnění se spočte z jeho amplitudy jako druhá mocnina absolutní hodnoty. To jest
{\displaystyle I=|u|^{2}\propto \cos ^{2}\left({\frac {k}{L}}\ {\frac {d}{2}}y\right),}
kde jsme zahrnuli předfaktor {\displaystyle \scriptstyle 2/L} do konstanty úměrnosti, neboť neovlivňuje profil interferenčního obrazce. Výsledný výraz lze přepsat pomocí vzorce {\displaystyle \scriptstyle \cos ^{2}(\alpha )=(1+\cos(2\alpha ))/2} do tvaru
{\displaystyle I\propto {\frac {1}{2}}\left(1+\cos \left({\frac {k}{L}}d\,y\right)\right).}
Toto je velmi důležitý výsledek, protože ukazuje, že intenzita se mění pro různá místa na stínítku. Profil této měnící se intenzity je navíc kosinusoida. Odvodili jsme tak tvar interferenčního obrazce pro jednu dvouštěrbinu. V kvantové mechanice se právě odvozená intenzita interpretuje jako pravděpodobnost naměření fotonu v daném místě {\displaystyle \scriptstyle y} na stínítku a amplituda vlnění {\displaystyle \scriptstyle u} je interpretována jako amplituda pravděpodobnosti.

### Dvě dvouštěrbiny a dva detektory
Podobným způsobem jako v předchozí sekci lze odvodit amplitudu pravděpodobnosti pro dva fotony, z nichž každý prochází svou dvouštěrbinou. Místo stínítek navíc prozatím uvažujme dva detektory. Detektor nalevo je umístěný ve vzdálenosti {\displaystyle \scriptstyle y_{A}} od osy experimentu a detektor napravo je podobně umístěn ve vzdálenosti {\displaystyle \scriptstyle y_{B}}, která je obecně odlišná od {\displaystyle \scriptstyle y_{A}}. Spočteme nyní amplitudu pravděpodobnosti {\displaystyle \scriptstyle u} pro situaci, kdy oba detektory zaregistrují foton. Dostáváme
{\displaystyle u\propto {\frac {1}{R_{A1}}}e^{ikR_{A1}}\ {\frac {1}{R_{B2}}}e^{ikR_{B2}}+{\frac {1}{R_{A2}}}e^{ikR_{A2}}\ {\frac {1}{R_{B1}}}e^{ikR_{B1}},}
kde je význam jednotlivých veličin zřejmý ze schématu dvou-dvouštěrbinového experimentu zobrazeného na obrázku v sekci "Dvě dvouštěrbiny". Pro veličiny {\displaystyle \scriptstyle R_{A1}}, {\displaystyle \scriptstyle R_{A2}}, {\displaystyle \scriptstyle R_{B1}} a {\displaystyle \scriptstyle R_{B2}} můžeme provést stejná zjednodušení jako pro {\displaystyle \scriptstyle R_{1}} a {\displaystyle \scriptstyle R_{2}} v případě jediné dvouštěrbiny. Po dosazení zjednodušených výrazů do vzorce pro amplitudu dostáváme
{\displaystyle {\begin{aligned}u\propto &\ {\frac {1}{R_{A1}}}e^{ikR_{A1}}\ {\frac {1}{R_{B2}}}e^{ikR_{B2}}+{\frac {1}{R_{A2}}}e^{ikR_{A2}}\ {\frac {1}{R_{B1}}}e^{ikR_{B1}}\\\approx &\ {\frac {e^{i2kL}}{L^{2}}}\left(e^{i{\frac {k}{2L}}\left(\left(y_{A}-{\frac {d}{2}}\right)^{2}+\left(y_{B}+{\frac {d}{2}}\right)^{2}\right)}+e^{i{\frac {k}{2L}}\left(\left(y_{A}+{\frac {d}{2}}\right)^{2}+\left(y_{B}-{\frac {d}{2}}\right)^{2}\right)}\right)\\=&\ {\frac {e^{i2kL+i{\frac {k}{2L}}\left(y_{A}^{2}+y_{B}^{2}+{\frac {d^{2}}{2}}\right)}}{L^{2}}}\left(e^{-i{\frac {k}{2L}}d(y_{A}-y_{B})}+e^{i{\frac {k}{2L}}d(y_{A}-y_{B})}\right)\\=&\ {\frac {2e^{i2kL+i{\frac {k}{2L}}\left(y_{A}^{2}+y_{B}^{2}+{\frac {d^{2}}{2}}\right)}}{L^{2}}}\cos \left({\frac {k}{L}}{\frac {d}{2}}(y_{A}-y_{B})\right),\end{aligned}}}
kde jsme provedli dodatečná zjednodušení analogická těm pro jedinou dvouštěrbinu. Pro intenzitu dostáváme
{\displaystyle I=|u|^{2}\propto \cos ^{2}\left({\frac {k}{L}}{\frac {d}{2}}\,(y_{A}-y_{B})\right)={\frac {1}{2}}\left(1+\cos \left({\frac {k}{L}}d\,(y_{A}-y_{B})\right)\right).}
I v tomto případě obdržíme kosinusovou závislost intenzity na poloze na stínítkách. Vzorec se liší od toho pro jedinou dvouštěrbinu pouze v tom, že místo {\displaystyle \scriptstyle y} máme nyní {\displaystyle \scriptstyle y_{A}-y_{B}}. Musíme být ale opatrní v interpretaci tohoto výsledku. Vzorec výše říká, že když levý detektor ve vzdálenosti {\displaystyle \scriptstyle y_{A}} od osy zaregistruje foton a současně pravý detektor ve vzdálenosti {\displaystyle \scriptstyle y_{B}} od osy zaregistruje foton, tak se naměřená intenzita bude chovat podle výše odvozeného vzorce. Mluvíme tedy o současné detekci dvojic fotonů pomocí dvou různých detektorů.

### Analýza pro dvě dvouštěrbiny
Stále uvažujme jako v předchozí sekci detektory namísto stínítek. Zafixujme na chvíli polohu levého detektoru a plynule posunujme detektor pravý za současného měření dopadajících fotonů. Pokud si vykreslíme počet fotonů zaregistrovaných pravým detektorem v závislosti na jeho poloze od osy, obdržíme interferenční obrazec. Tento scénář odpovídá prvnímu obrázku v sekci "Detektor místo stínítka", kde je levý detektor zafixován a na pravé straně experimentu je stínítko. Interferenční obrazec je navíc posunutý podle toho, jak je od osy vzdálen levý detektor. Toto posunutí je přímo rovno vzdálenosti {\displaystyle \scriptstyle y_{A}}, jak plyne ze vzorce pro intenzitu odvozeného v předchozí sekci. Pokud zafixujeme levý detektor v jiné poloze, posune se odpovídajícím způsobem i interferenční obrazec na pravém stínítku. Pro srovnání viz druhý obrázek v sekci "Detektor místo stínítka".
Když i místo levého detektoru uvažujeme nyní celé stínítko, vznikne výsledný obrazec na pravém stínítku jako součet obrazců pro všechny možné hodnoty vzdálenosti {\displaystyle \scriptstyle y_{A}}. Protože může tato veličina nabývat všech možných hodnot, odpovídá součet integraci
{\displaystyle I_{napravo}\propto \int _{-\infty }^{\infty }\cos ^{2}\left({\frac {k}{L}}{\frac {d}{2}}(y_{A}-y_{B})\right)\mathrm {d} y_{A},}
kde {\displaystyle \scriptstyle y_{B}} je konstanta. Pro spočtení tohoto integrálu můžeme zavést substituci {\displaystyle \scriptstyle y=y_{A}-y_{B}}. Meze integrování se nezmění, protože odečtením čísla {\displaystyle \scriptstyle y_{B}} od nekonečna či minus nekonečna dostaneme opět (minus) nekonečno. To jest
{\displaystyle I_{napravo}\propto \int _{-\infty }^{\infty }\cos ^{2}\left({\frac {k}{L}}{\frac {d}{2}}y\right)\mathrm {d} y.}
Aniž bychom tento integrál dopočetli, je již v tuto chvíli patrná jedna věc. Jak vidno, výraz výše již nezávisí na hodnotě {\displaystyle \scriptstyle y_{B}}. Pro všechny polohy na stínítku tedy obdržíme stejnou intenzitu. Jinými slovy, na stínítku máme jen jednolitou plochu a žádný interferenční obrazec. Přísně vzato není integrál výše dobře definovaný, protože integrujeme přes periodickou funkci, jež neklesá v (minus) nekonečnu k nule. V naší analýze výše jsme udělali několik zjednodušení, která vedou k tomuto výsledku. V reálném případě by se výsledná intenzita ztrácela k nulové intenzitě pro body daleko od osy. Integrál výše by pak byl dobře vychovaný a dal by rozumný výsledek. Stále by ale platilo, že po vyintegrování přes {\displaystyle \scriptstyle y} nevykazuje výsledný obrazec interferenci. Pro detailnější teoretickou analýzu viz .
Protože v případě dvou stínítek jsou role levého a pravého stínítka zcela rovnocenné, můžeme výsledky výše uplatnit i pro levé stínítko. Na obou stínítkách jsou tak jen jednolité plochy a žádné interferenční obrazce se nevytvoří. Co je velmi důležité zmínit je fakt, že uvedená tvrzení platí jen tehdy, jsou-li fotonové páry generovány v kvantově provázaném stavu. Pokud by zdroj produkoval dvojice fotonů, které jsou v separabilním kvantovém stavu, chovaly by se tyto fotony zcela samostatně a obdrželi bychom i v tomto případě dva interferenční obrazce.